# 세실리아 볼로코
세실리아 볼로코(Cecilia Bolocco, 1965년 5월 19일 ~ )는 칠레의 배우, 사회자, 패션 디자이너, 미인 대회 우승자이다. 미스 칠레 1987, 미스 유니버스 1987 우승자이다.